# لوک وب
لوک وب (انگلیسی: Luke Webb؛ زادهٔ ۱۲ سپتامبر ۱۹۸۶) بازیکن فوتبال اهل بریتانیا است.
از باشگاه‌هایی که در آن بازی کرده‌است می‌توان به باشگاه فوتبال کاونتری سیتی و باشگاه فوتبال آرسنال اشاره کرد.